# Warren Kole
Warren Kole (nacido Warren David Blosjo, Jr.; San Antonio, Texas, 23 de septiembre de 1977) es un actor estadounidense, más conocido por su papel del detective Wes Mitchell en la serie original de USA Network Common Law y por interpretar a Roderick en la primera temporada de The Following.

## Biografía
Warren nació el 23 de septiembre de 1977 en San Antonio, Texas pero pasó gran parte de su juventud en el área de Washington D. C. Estudió actuación en la Universidad de Boston en Massachusetts, donde comenzó su carrera actuando en producciones locales de teatro. sin embargo, abandonó la carrera cuatro años después para mudarse a Nueva York y dedicarse a la actuación profesional desde 2004.
Trabajando bajo su nombre real, Warren Blosjo, inició con pequeños papeles en películas independientes como A Love Song for Bobby Long y obtuvo su primer papel como coprotagonista en Cougar Club (2007), en la que interpretó a un aspirante a estudiante de derecho en la búsqueda constante de las mujeres mayores interesadas en hombres más jóvenes.
En 2005, Kole apareció como invitado en un episodio de Law & Order: Trial by Jury pero no usó el nombre de Warren Kole, hasta que consiguió el papel de Robert Wheeler en la miniserie de televisión de TNT, Into the West,producida por Steven Spielberg y Dreamworks. Ese mismo año interpretó a Bo en la película One Last Thing. En años siguientes, Warren apareció como estrella invitada en series tales como Masters of Horror, Médium CSI: Miami, Cold Case, NCIS: Los Ángeles y Rizzoli & Isles. También obtuvo roles de mayor importancia en serie de televisión como 24, donde interpretó a Brian Gedge; Mental como Rylan Moore y en Chicago Code, donde dio vida a Ray Bidwell. También ha actuado en diversas películas, entre las que destacan Mother's Day donde interpretó a Addley Koffin y The Avengers donde apareció en un rol pequeño como uno de los agentes de S.H.I.E.L.D. En 2012, obtiene un papel principal en la serie original de USA Network, Common Law.
En 2013 apareció como Tim Nelson, mejor conocido bajo el alias de Roderick en la primera temporada del drama de Fox, The Following. También aparecerá en la película The Gauntlet y obtuvo un papel recurrente como el agente David Seigel en la quinta temporada de White Collar, de la cadena USA Network. Apareció también en un episodio de la tercera temporada de Person of Interest, donde dio vida a un asesino de mujeres.

## Filmografía
| Cine            | Cine                       | Cine                          | Cine                     |
| Año             | Película                   | Papel                         | Notas                    |
| --------------- | -------------------------- | ----------------------------- | ------------------------ |
| 2004            | Company K                  | Jakie Brauer                  |                          |
| 2004            | A Love Song for Bobby Long | Sean                          |                          |
| 2005            | One Last Thing             | Bo                            |                          |
| 2007            | Cougar Club                | Hogan                         |                          |
| 2010            | Mother's Day               | Addley Koffin                 |                          |
| 2012            | The Avengers               | Agente de S.H.I.E.L.D.        |                          |
| 2013            | The Gauntlet               | David                         |                          |
| Televisión      |                            |                               |                          |
| Año             | Título                     | Papel                         | Notas                    |
| 2004            | Third Watch                | Tommy Shepherd                | 1 episodio               |
| 2005            | Law & Order: Trial by Jury | Justin Birch                  | 1 episodio               |
| 2005            | Into the West              | Robert Wheele                 | Miniserie de televisión  |
| 2006            | Masters of Horror          | Walker                        | 1 episodio               |
| 2007            | Medium                     | Wesley King                   | 1 episodio               |
| 2008            | Inseparable                | Reed Farber                   | Película para televisión |
| 2008            | CSI: Miami                 | Russell Brooks                | 1 episodio               |
| 2009            | 24                         | Brian Gedge                   | Personaje recurrente     |
| 2009            | Mental                     | Rylan Moore                   | Personaje recurrente     |
| 2009            | Cold Case                  | Grady Giles                   | 1 episodio               |
| 2009            | NCIS: Los Ángeles          | Capitán Pete Briggs           | 1 episodio               |
| 2010            | Nomads                     | Ryker                         | Película para televisión |
| 2010            | Rizzoli & Isles            | Sumner Fairfield              | 1 episodio               |
| 2011            | Chicago Code               | Ray Bidwell                   | Personaje recurrente     |
| 2012]           | Common Law                 | Wes Mitchell                  | Elenco principal         |
| 2013            | The Following              | Tim Nelson/Roderick           | Personaje recurrente     |
| 2013            | Person of Interest         | Ian Murphy                    | 1 episodio               |
| 2013            | White Collar               | Agente David Seigel           | 2 episodios              |
| 2014            | Salvation                  | Jacob                         | Película para televisión |
| 2014-2015       | Stalker                    | Trent Wilkes                  | 5 episodios              |
| 2015            | Shades of Blue             | Robert Staal                  | Elenco principal         |
| 2021 - presente | Yellowjackets              | Jeff Sadecki (versión adulta) | Elenco recurrente        |
| 2022            | The terminal list          | NCIS Agent Josh Holder        | Elenco principal         |